# Curt-Steffan Giesecke
Curt-Steffan Giesecke, född 1 maj 1921 i Stockholm, död 23 januari 2016, var en svensk jurist, ekonom och företagsledare.

## Biografi
Curt-Steffan Giesecke blev juris kandidat 1945 och blev civilekonom vid Handelshögskolan i Stockholm 1948. Han anställdes 1947 som sekreterare vid Svenska Arbetsgivareföreningen, där han blev vice VD 1954 och var verkställande direktör mellan åren 1966 och 1978. Därefter var han VD för försäkringsbolaget Trygg-Hansa fram till 1986.
Som VD för SAF var han en synlig profil i en tid med omskrivna centrala förhandlingar mellan arbetsgivare och fackförbund. Giesecke var en tydlig motståndare till förslagen om löntagarfonder. Vid denna tid satsade SAF betydande resurser på opinionsbildning för fri företagsamhet och för att marknadsekonomin skulle få ett ökat genomslag i Sverige.
Under pseudonymen Ture Seck gav Giesecke 1945 ut antologin All världens limerickar tillsammans med Åke Runnquist (under den gemensamma pseudonymen Rune Åquist). Boken gavs ut på nytt ett flertal gånger.
År 2009 hävdade Conny Persson, chef för Gävle stadsbibliotek, att han var säker på att Giesecke var den som stod bakom pseudonymen Bo Balderson. Giesecke själv förnekade bestämt detta.
Under åren 1978–90 var Giesecke ledare för den svenska delen av nätverket Stay-behind, ett uppdrag som han övertog från Alvar Lindencrona.
Giesecke var ledamot av Ingenjörsvetenskapsakademien sedan 1972.

### Familj
Curt-Steffan Giesecke var far till Johan Giesecke och farfar till Peter Giesecke.

## Utmärkelser och ledamotskap
- H M Konungens medalj av 12:e storleken i Serafimerordens band (Kon:sGM12 mserafb, 1989)[11]
- Kommendör av Vasaorden (KVO, 6 juni 1970)[12]
- Ledamot av Ingenjörsvetenskapsakademien (LIVA, 1972)